# Piątkowiec
Piątkowiec – wieś w Polsce, położona w województwie podkarpackim, w powiecie mieleckim, w gminie Wadowice Górne.
| SIMC    | Nazwa      | Rodzaj    |
| ------- | ---------- | --------- |
| 0834923 | Borowina   | część wsi |
| 0834930 | Wychylówka | część wsi |
| 0834946 | Zwiernik   | osada     |

W latach 1975–1998 miejscowość administracyjnie należała do województwa tarnowskiego.
Przez wieś przebiega droga wojewódzka nr 984.